# Ipomoea lapathifolia
Ipomoea lapathifolia är en vindeväxtart. Ipomoea lapathifolia ingår i släktet praktvindor, och familjen vindeväxter.

## Underarter
Arten delas in i följande underarter:
- I. l. shabensis
- I. l. bussei